# 네덜란드-인도네시아 관계
네덜란드-인도네시아 관계(Indonesia–the Netherlands relations)는 네덜란드와 인도네시아 간의 외교 관계를 뜻한다. 두 나라 간의 관계는 17세기부터 네덜란드 동인도 회사 설립에 따른 향신료 무역으로 시작되었다. 인도네시아는 나중에 네덜란드령 동인도라는 식민지가 되었다가 1945년에 독립을 선언했고, 1949년에 완전히 독립하게 된다.

## 역사
네덜란드 식민제국은 향신료 무역을 위해 바타비아(지금의 자카르타)에 네덜란드 동인도 회사를 설립하고, 향신료 무역에 필요한 제국주의적인 플랜테이션을 운영하였다. 네덜란드는 자와섬을 시작으로, 발리, 칼리만탄, 술라웨시, 뉴기니를 점령하였으며, 인도네시아는 동인도 회사가 폐지된 후에도 네덜란드령 동인도라는 이름으로 식민 지배를 거진 400년 동안 받았다.
1945년 8월 17일, 인도네시아는 한국보다 이틀 늦게 독립을 선언하였으며, 인도네시아 국민협의회의 수카르노가 이를 실행에 옮겼다. 이에 반발한 네덜란드는 인도네시아 독립 전쟁을 일으켰고, 1949년에 인도네시아는 완전한 독립을 이루게 된다.
네덜란드는 자카르타에 대사관을, 인도네시아는 헤이그에 대사관을 운영중이다.

## 같이 보기
- 네덜란드의 대외 관계
- 인도네시아의 대외 관계